# Matrimonio igualitario en la República Popular China

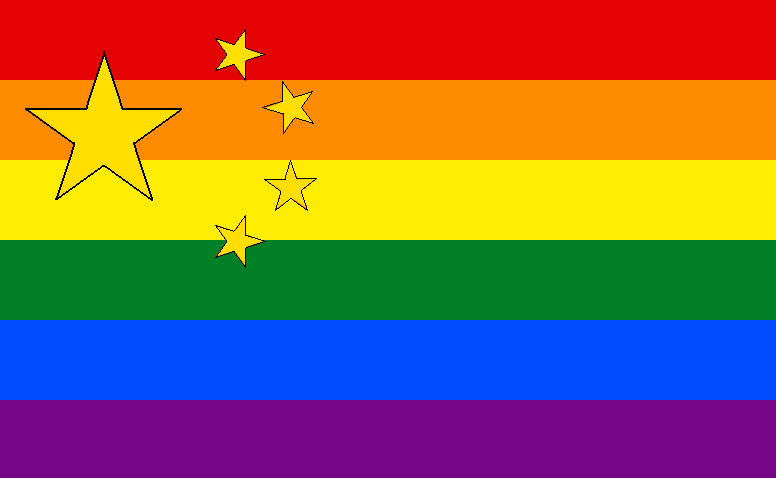

El matrimonio igualitario en la República Popular China no es legal. De hecho, hablar sobre la orientación sexual es un tema delicado, aunque se hacen esfuerzos [cita requerida] abriendo debates. Hasta 1997, la actividad sexual entre homosexuales era considerada ilegal en el país hasta que fue despenalizada, y hasta 2001, la homosexualidad era clasificada como enfermedad mental por la Asociación China de Psiquiatría. Según estudios, se estima que debe haber aproximadamente 30 millones de homosexuales en el país.

## Historia
En el año 2003, coincidiendo con una propuesta de ley similar en Taiwán, la Asamblea Popular Nacional también ha elevado un proyecto de legalización para conceder dichas uniones a través del matrimonio entre personas del mismo sexo, pero durante su discusión no se pudieron alcanzar los 30 votos necesarios para situar este tema en agenda.
Los partidarios de la unión entre personas del mismo sexo siguen proponiendo la modificación de las leyes, lo que implica que los debates en torno a los derechos de los homosexuales continuarán. Algunos académicos chinos, como la socióloga Li Yinhe y el catedrático Zhang Beichuan, declararon al diario China Daily: «que el país comunista debe superar los tabúes y legalizar el matrimonio gay».
Después de que el Tribunal Constitucional de la República de China dictaminara en mayo de 2017 que prohibir el matrimonio entre personas del mismo sexo es inconstitucional según la Constitución de la República de China, las actitudes fueron en gran medida positivas en la popular plataforma de redes sociales Sina Weibo, con sede en Pekín. Li Yinhe afirmó que la mayoría de los chinos menores de 35 años apoyan el matrimonio igualitario. Al señalar que la edad promedio de los miembros de la Asamblea Popular Nacional era de 49 años, concluyó que el matrimonio entre personas del mismo sexo estaba «a solo 14 años de distancia». Días después de que la legislación sobre el matrimonio igualitario entrara en vigor en la República de China en mayo de 2019, el Diario del Pueblo (periódico del Partido Comunista) publicó un tuit de celebración: «Legisladores locales en Taiwán, China, legalizaron el matrimonio entre personas del mismo sexo por primera vez en Asia». El tuit, que incluía un GIF con los colores del arcoíris que decía «amor es amor», enfureció al ministro de Asuntos Exteriores taiwanés, Joseph Wu, quien respondió: «¡INCORRECTO! El proyecto de ley fue aprobado por nuestro parlamento nacional y pronto será sancionado por la presidenta. El #Taiwán demócrata es un país por sí mismo y no tiene nada que ver con la #China autoritaria. @PDChina es un lavador de cerebro comunista y apesta. JW». No obstante, las autoridades chinas señalaron que no seguirían el ejemplo de Taiwán sobre el matrimonio igualitario. An Fengshan, portavoz de la Oficina de Asuntos de Taiwán, dijo que Pekín «tomó nota de los informes en la isla» sobre el matrimonio entre personas del mismo sexo y que «[China continental] tiene un sistema de matrimonio de un hombre, una mujer».